# Marco Bustos
Marco Bustos (Winnipeg, 22 aprile 1996) è un calciatore canadese, centrocampista del Pacific.

## Caratteristiche tecniche
È un trequartista.

## Carriera

### Club
Cresciuto nell'Academy Vancouver Whitecaps, esordisce con la prima squadra il 7 maggio 2014 in una parità di coppa nazionale contro il Toronto FC. Dopo aver firmato un contratto da professionista, viene ceduto in prestito ai messicani dello Zacatepec. In seguito il contratto non gli viene rinnovato e si accasa all'OKC Energy, club della USL Championship, con i quali esordisce il 19 agosto 2018 contro il Rio Grande Valley, entrando negli ultimi 20 minuti di gioco. La settimana successiva realizza la prima rete stagionale segando dopo essere entrato da un minuto e fissando così il punteggio finale (3-0).
Il 7 maggio 2019 passa al Valour, società neonata del nuovo campionato canadese.
Dopo appena un anno, nel quale colleziona 25 presenze e 7 reti, passa al Pacific, formazione canadese in cui rimane per tre stagioni. Nel gennaio 2023 firma un accordo biennale con gli svedesi dell'IFK Värnamo, militanti nella massima serie svedese, dove rimane per due anni centrando altrettante salvezze.
Dal gennaio 2025 torna a far parte del suo precedente club canadese, il Pacific.

### Nazionale
Nel 2015 ha preso parte con la nazionale canadese Under-20 al campionato nordamericano. Il 13 ottobre 2015 esordisce in nazionale canadese subentrando a partita in corso durante l'amichevole contro il Ghana.

## Statistiche

### Presenze e reti nei club
Statistiche aggiornate al 18 aprile 2022.
| Stagione                   | Squadra                    | Campionato                 | Campionato | Campionato | Coppe nazionali | Coppe nazionali | Coppe nazionali | Coppe continentali | Coppe continentali | Coppe continentali | Altre coppe | Altre coppe | Altre coppe | Totale | Totale |
| Stagione                   | Squadra                    | Comp                       | Pres       | Reti       | Comp            | Pres            | Reti            | Comp               | Pres               | Reti               | Comp        | Pres        | Reti        | Pres   | Reti   |
| -------------------------- | -------------------------- | -------------------------- | ---------- | ---------- | --------------- | --------------- | --------------- | ------------------ | ------------------ | ------------------ | ----------- | ----------- | ----------- | ------ | ------ |
| 2014                       | Vancouver Whitecaps        | MLS                        | -          | -          | CC              | 1               | 0               |                    | -                  | -                  |             | -           | -           | 1      | 0      |
| 2015                       | Vancouver Whitecaps        | MLS                        | 1          | 0          | CC              | -               | -               | CCL                | 4                  | 0                  |             | -           | -           | 5      | 0      |
| 2016                       | Vancouver Whitecaps        | MLS                        | 3          | 0          | CC              | 1               | 0               | CCL                | 1                  | 0                  |             | -           | -           | 5      | 0      |
| 2017                       | Vancouver Whitecaps        | MLS                        | 0          | 0          | CC              | 2               | 0               |                    | -                  | -                  |             | -           | -           | 2      | 0      |
| Totale Vancouver Whitecaps | Totale Vancouver Whitecaps | Totale Vancouver Whitecaps | 4          | 0          |                 | 4               | 0               |                    | 5                  | 0                  |             | -           | -           | 13     | 0      |
| 2017-2018                  | Zacatepec                  | LAM                        | 4          | 0          | CM              | 3               | 1               |                    | -                  | -                  |             | -           | -           | 7      | 1      |
| 2018                       | OKC Energy                 | USL                        | 9          | 1          |                 | -               | -               |                    | -                  | -                  |             | -           | -           | 9      | 1      |
| 2019                       | OKC Energy                 | USLC                       | 7          | 0          |                 | -               | -               |                    | -                  | -                  |             | -           | -           | 7      | 0      |
| Totale OKC Energy          | Totale OKC Energy          | Totale OKC Energy          | 16         | 1          |                 | -               | -               |                    | -                  | -                  |             | -           | -           | 16     | 1      |
| 2019                       | Valour                     | CPL                        | 25         | 7          | CC              | 2               | 1               |                    | -                  | -                  |             | -           | -           | 27     | 8      |
| 2020                       | Pacific                    | CPL                        | 10         | 5          | CC              | -               | -               |                    | -                  | -                  |             | -           | -           | 10     | 5      |
| 2021                       | Pacific                    | CPL                        | 17         | 7          | CC              | -               | -               |                    | -                  | -                  |             | -           | -           | 17     | 7      |
| 2022                       | Pacific                    | CPL                        | 2          | 0          | CC              | -               | -               |                    | -                  | -                  |             | -           | -           | 2      | 0      |
| Totale Pacific             | Totale Pacific             | Totale Pacific             | 29         | 12         |                 | -               | -               |                    | -                  | -                  |             | -           | -           | 29     | 12     |
| Totale carriera            | Totale carriera            | Totale carriera            | 78         | 20         |                 | 9               | 2               |                    | 4                  | 0                  |             | -           | -           | 91     | 22     |

### Cronologia presenze e reti in nazionale
| Cronologia completa delle presenze e delle reti in nazionale ― Canada | Cronologia completa delle presenze e delle reti in nazionale ― Canada | Cronologia completa delle presenze e delle reti in nazionale ― Canada | Cronologia completa delle presenze e delle reti in nazionale ― Canada | Cronologia completa delle presenze e delle reti in nazionale ― Canada | Cronologia completa delle presenze e delle reti in nazionale ― Canada | Cronologia completa delle presenze e delle reti in nazionale ― Canada | Cronologia completa delle presenze e delle reti in nazionale ― Canada |
| Data                                                                  | Città                                                                 | In casa                                                               | Risultato                                                             | Ospiti                                                                | Competizione                                                          | Reti                                                                  | Note                                                                  |
| --------------------------------------------------------------------- | --------------------------------------------------------------------- | --------------------------------------------------------------------- | --------------------------------------------------------------------- | --------------------------------------------------------------------- | --------------------------------------------------------------------- | --------------------------------------------------------------------- | --------------------------------------------------------------------- |
| 13-10-2015                                                            | Edmonton                                                              | Canada                                                                | 1 – 1                                                                 | Ghana                                                                 | Amichevole                                                            | -                                                                     | 71’                                                                   |
| 6-10-2016                                                             | Marrakech                                                             | Canada                                                                | 4 – 0                                                                 | Mauritania                                                            | Amichevole                                                            | -                                                                     | 77’                                                                   |
| 11-10-2016                                                            | Marrakech                                                             | Marocco                                                               | 4 – 0                                                                 | Canada                                                                | Amichevole                                                            | -                                                                     | 66’                                                                   |
| 12-11-2016                                                            | Cheonan                                                               | Corea del Sud                                                         | 2 – 0                                                                 | Canada                                                                | Amichevole                                                            | -                                                                     |                                                                       |
| 22-1-2017                                                             | Hamilton                                                              | Bermuda                                                               | 2 – 4                                                                 | Canada                                                                | Amichevole                                                            | -                                                                     | 46’                                                                   |
| 22-3-2017                                                             | Edimburgo                                                             | Scozia                                                                | 1 – 1                                                                 | Canada                                                                | Amichevole                                                            | -                                                                     |                                                                       |
| Totale                                                                |                                                                       | Presenze                                                              | 6                                                                     |                                                                       | Reti                                                                  | 0                                                                     |                                                                       |

## Palmarès

### Club

#### Competizioni nazionali
- Canadian Premier League: 1

Pacific: 2021